# Stacy Schiff

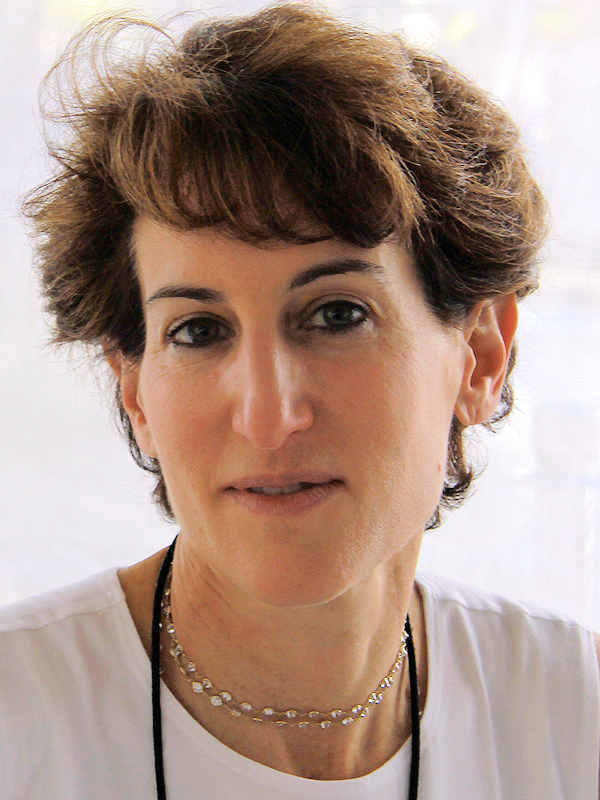
Stacy Schiff (2011)

Stacy Madeleine Schiff (* 26. Oktober 1961 in Adams, Massachusetts) ist eine US-amerikanische Biografin und Journalistin.

## Leben
Schiff studierte an der Phillips Academy und am Williams College. Anschließend war sie bis 1990 Redaktionsleiterin bei Simon & Schuster. Während dieser Zeit schrieb sie mehrere Artikel, die im The New Yorker, The New York Times oder The Times Literary Supplement veröffentlicht wurden.
Mit Saint-Exupéry: A Biography veröffentlichte Schiff 1994 ihre erste Biografie über den französischen Schriftsteller Antoine de Saint-Exupéry. Ein Jahr später wurde sie für den Pulitzer-Preis für die Beste Biografie oder Autobiografie nominiert. Den Preis konnte sie erst mit ihrer Biografie Vera (Mrs. Vladimir Nabokov) über die Ehefrau des Schriftstellers Vladimir Nabokov im Jahr 2000 gewinnen. Für ihre dritte Biografie A Great Improvisation: Franklin, France, and the Birth of America wurde sie unter anderem mit einem George Washington Book Prize und Ambassador Book Award ausgezeichnet.
2019 wurde sie in die American Academy of Arts and Letters gewählt.

## Werk
Biografin
- Saint-Exupéry: A Biography. New York (1994): A.A. Knopf. ISBN 0-679-40310-8.
  - Saint-Exupéry, Albrecht Knaus Verlag (1994), ISBN 3-8135-1247-9
- Vera (Mrs. Vladimir Nabokov). (1999) Pan Books Ltd. ISBN 0-330-37674-8.
  - Véra: ein Leben mit Vladimir Nabokov, Kiepenheuer & Witsch (1999), ISBN 3-462-02842-1
- A Great Improvisation: Franklin, France, and the Birth of America. New York (2005): Henry Holt. ISBN 0-8050-6633-0.
- Cleopatra: A Life. Little. (2010) Brown and Company. ISBN 0-316-00192-9.
  - deutsch von Helmut Ettinger und Karin Schuler: Kleopatra. Ein Leben. C. Bertelsmann Verlag, München 2013, ISBN 978-3-570-10105-6.

Essays
- Know It All, Can Wikipedia conquer expertise?, The New Yorker, 31. Juli 2006
- Desperately Seeking Susan, The New York Times, 13. Oktober 2006
- Founding Chauvinist Pig?, The New York Times, 14. Oktober 2007
- Cleopatra’s Guide to Good Governance, The New York Times, 4. Dezember 2010